# Bataille de Las Guasimas
Guerre hispano-américaine
Batailles
Théatre atlantique :

Cuba :
- Cardenas (1re)
- Cardenas (2e) (en)
- Cardenas (3e)
- Cienfuegos (1re)
- USS Merrimac
- Baie de Guantanamo (en)
- Fort Toro
- Cienfuegos (2e) (en)
- Las Guasimas
- Manzanillo (1re) (en)
- Tayacoba (en)
- Aguadores (en)
- El Caney
- San Juan
- Manzanillo (2e) (en)
- Aguacate
- Santiago de Cuba (1re)
- Santiago de Cuba (2e)
- Manzanillo (3e) (en)
- Baie de Nipe (en)
- Manimani (en)
- Manzanillo (4e) (en)

Porto Rico :
- Campagne de Porto Rico (en)
- San Juan de Porto-Rico

Théatre pacifique :

Philippines :
- Baie de Manille
- Santa Cruz (en)
- Baler
- Manille (en)

Guam :
- Capture de Guam (en)

La bataille de las Guásimas, le premier vrai choc de deux armées lors de la campagne cubaine durant la guerre hispano-américaine, fut une sanglante bataille indécise qui eut lieu le 24 juin 1898.

## Contexte
Après avoir lutté dans une escarmouche contre des forces débarquées à Siboney (en), un contingent espagnol se retira sur des positions retranchées de Las Guásimas. Avec difficultés, l'incursion fut finalement repoussée.
La mission de repousser le contingent retranché fut assignée à l'ancien officier de cavalerie confédérée Joseph Wheeler. Ce dernier était à la tête de la 1re unité de volontaires de cavalerie, également appelée "Rough Riders" ainsi que de la 1re unité de réguliers de cavalerie composée des célèbres Buffalo Soldiers.

## La bataille
La bataille commença avec des tirs de l'artillerie américaine. L'infanterie espagnole répondit par le feu de leurs fusils sur les troupes américaines qui commençaient désormais à avancer. Ces dernières entrèrent dans une situation de confusion car elles n'arrivèrent pas à localiser les soldats espagnols. Ceux-ci portaient un uniforme blanc et étaient difficiles à localiser car le fusil qu'ils utilisaient, le Mauser 1893 (appelé "Mauser espagnol"), ne produisait pas de fumée au moment du tir. Les échanges de salves successives furent de courte durée car peu efficaces, que ce soit du côté espagnol ou américain.
Cet échange de tirs dura jusqu'à ce que les officiers espagnols pensèrent qu'ils avaient causé assez de pertes dans le camp ennemi. À ce moment, ils décidèrent d'abandonner leurs positions pour se replier dans un endroit plus sûr et plus facilement défendable, à savoir Santiago de Cuba.
Les pertes américaines furent estimées aux 2/3 des effectifs.

## Après l'affrontement
Les forces américaines occupèrent Las Guásimas pendant une courte période pour prévenir une éventuelle contre-attaque espagnole qui n'eut jamais lieu. S'apercevant que la position qu'ils tenaient était d'une faible importance stratégique, ils finirent par l'abandonner, rapatriant les morts et les blessés. 

## Filmographie
Ce combat apparait dans le film Rough Riders, lequel raconte l'histoire de Theodore Roosevelt. Dans ce film cependant, l'affrontement est montré comme un succès militaire américain.

## Sources
- (es) Cet article est partiellement ou en totalité issu de l’article de Wikipédia en espagnol intitulé « Batalla de las Guásimas (1898) » (voir la liste des auteurs).